# Горации

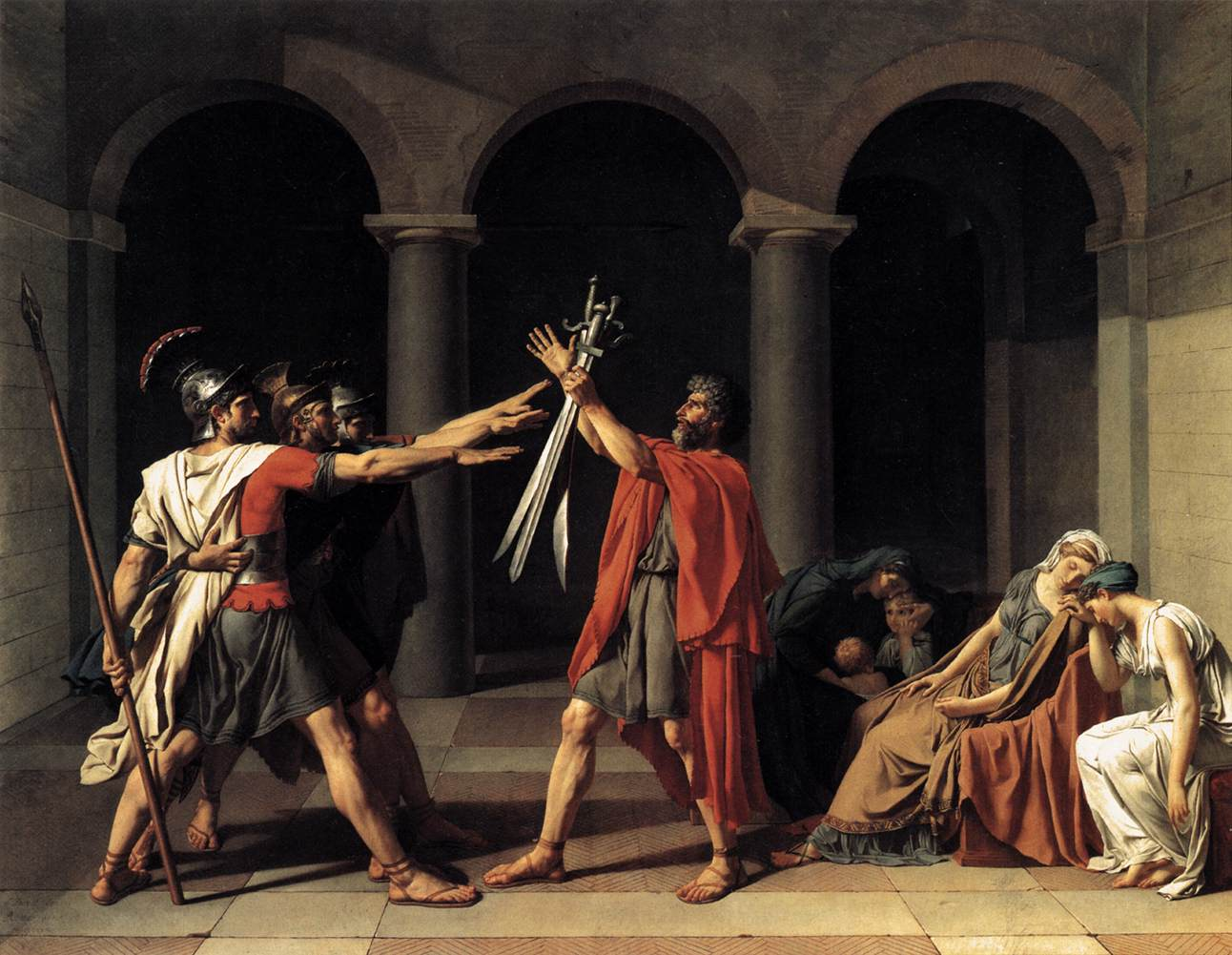
Ж. Л. Давид «Клятва Горациев» (1784 год)

Гора́ции (лат. Horatii) — патрицианский род в Древнем Риме, среди представителей которого наиболее известны следующие личности:
- Три брата-близнеца из рода Горациев, решившие спор о преобладании Рима над Альба-Лонгой победой в поединке с тремя братьями-близнецами Куриациями — см. Горации и Куриации
- Марк Гораций Пульвилл — один из основателей Римской республики, консул в 509 и 507 годах до н. э.
- Публий Гораций Коклес, по прозвищу Одноглазый — прославился при нападении этрусков на Рим в VI веке до н. э. Согласно античной легенде, в одиночку сдерживал натиск врагов до тех пор, пока мост через Тибр позади него не был разрушен
- Марк Гораций Барбат — консул в 449 году до н. э.;
- Марк Гораций Пульвилл — военный трибун в 378 году до н. э.